# IEEE 802.11F
IEEE 802.11F (англ. Inter-Access Point Protocol) — протокол обмена служебной информацией для передачи данных между точками доступа. Данный протокол является рекомендацией, которая описывает необязательное расширение IEEE 802.11, обеспечивающее беспроводную точку доступа для коммуникации между системами разных производителей. 802.11 представляет собой набор стандартов IEEE, которые определяют методы передачи данных по беспроводной сети. Сегодня они широко используются в 802.11a, 802.11b, 802.11g и 802.11n версиях, чтобы обеспечить беспроводную связь в доме, офисе и некоторых коммерческих учреждениях.

## Статус
Рекомендация 802.11F была ратифицирована и опубликована в 2003 году.
IEEE 802.11F была рекомендована к экспериментальному применению. Исполнительный комитет IEEE 802 отозвал рекомендацию 3 февраля 2006 года.